# یوم
یوم (به آلمانی: Samtgemeinde Jümme) یک منطقهٔ مسکونی در آلمان است که در لر واقع شده‌است.